# Пам'ятки історії Яворівського району
У Яворівському районі Львівської області нараховується 17 пам'яток історії.
| #  | назва | датування                       | адреса                                         | охоронний номер | Номер і дата рішення            |
| -- | --- | ------------------------------- | ---------------------------------------------- | --------------- | ------------------------------- |
| 1  | Місце бою князя Шварна з польськими військами (кам'яний хрест)                                                                                    | 17 червня 1266 р.               | с. Вороблячин, на подвір'ї селянина Були І.    | 904             | Рішення № 183, 05.05.1972       |
| 2  | Місце страти воїнів УПА Вархоляка М. і Саса Г. (худ.-мем. табл., 1993, бронза)                                                                    | 06.01 1945 р.                   | м. Яворів, пл. Ринок, 7 будинок Народного Дому | 1736            | Розпорядження № 528, 19.07.1995 |
| 3  | Могила Липи Ю. І., українського письменника, лікаря, члена УГВР (пам., 1994)                                                                      | 05.05.1900 — 20.08.1944         | с. Бунів, кладовище                            | 1737            | Розпорядження № 528, 19.07.1995 |
| 4  | Дільниця на кладовищі, де поховані радянські воїни (4 бр., 6 індивід. могил; пам., 1953, з/бетон)                                                 | 1939 р., 1944 р.                | смт Івано-Франкове, кладовище                  | 910             | Рішення № 183, 05.05.1972       |
| 5  | Кладовище радянських воїнів (8 бр., 14 індивід. могил; могила Г. Карюкіна, Героя Радянського Союзу, пам., 1968, мармурова крихта, з/бетон)        | червень 1941 р., липень 1944 р. | смт Краковець, кладовище                       | 905             | Рішення № 183, 05.05.1972       |
| 6  | Братська могила радянських воїнів (пам., 1973, з/бетон)                                                                                           | 1944 р.                         | між селами Домажир і Кожичі, кладовище         | 908             | Рішення № 183, 05.05.1972       |
| 7  | Братська могила радянських воїнів (пам., 1950, з/бетон)                                                                                           | червень 1941 р.                 | с. Дубровиця                                   | 909             | Рішення № 183, 05.05.1972       |
| 8  | Братська могила радянських воїнів (пам., 1972, мармурова крихта)                                                                                  | 1941 р., 1945 р.                | с. Лозина, біля будинку сільради               | 911             | Рішення № 183, 05.05.1972       |
| 9  | Братська могила радянських воїнів (пам., 1967, мармурова крихта)                                                                                  | 1941 р., 1944 р.                | с. Нагачів, біля будинку сільради              | 912             | Рішення № 183, 05.05.1972       |
| 10 | Кладовище, де поховані радянські воїни (9 бр.,1 індивід. могили; пам., 1957, мармурова крихта, з/бетон)                                           | 1941—1944 рр.                   | смт Немирів, біля школи                        | 913             | Рішення № 183, 05.05.1972       |
| 11 | Братські могили воїнів УГА (пам., ск. С.Литвиненко, 1938, пісковик)                                                                               | 1918—1920 рр.                   | м. Яворів, кладовище                           | 1738            | Розпорядження № 528, 19.07.1995 |
| 12 | Дільниця на кладовищі, де поховані радянські воїни (1 бр., 21 індивід. могили; пам., 1958, мармурова крихта, з/бетон)                             | 1941 р., 1944 р.                | м. Яворів, вул. О.Маковея                      | 907             | Рішення № 183, 05.05.1972       |
| 13 | Братська могила радянських воїнів (пам., 1958, мармурова крихта, з/бетон)                                                                         | 1941 р., 1944 р.                | м. Яворів                                      | 906             | Рішення № 183, 05.05.1972       |
| 14 | Могила о. Лозинського Й. І., українського етнографа і мовознавця (пам., 1931, пісковик, чавун)                                                    | 1807—1889 рр.                   | м. Яворів, вул. О.Маковея, міське кладовище    | 1739            | Рішення № 278, 05.06.1984       |
| 15 | Будинок, в якому жив і працював о. Лозинський Й. І., український етнограф, мовознавець і фольклорист (худ.-мем. табл., ск. Ю.Савко, 1991, бронза) | 1849—1889 рр.                   | м. Яворів, вул. Святоюрська, 27                | 1740            | Розпорядження № 528, 19.07.1995 |
| 16 | Будинок, в якому жив Маковей О. С., український письменник (мем. табл., 1957, мармур)                                                             | 1867 р.                         | м. Яворів, вул. Кобринської,9                  | 919             | Рішення № 183, 05.05.1972       |
| 17 | Пам'ятник на честь скасування панщини (1848) | 1848 р.                         | м. Яворів                                      | 1741            | Розпорядження № 528, 19.07.1995 |
|    | |                                 |                                                |                 |                                 |

## Джерело
Перелік пам'яток Львівської області [Архівовано 16 вересня 2012 у Wayback Machine.]
 Вікісховище має мультимедійні дані за темою: Пам'ятки історії Яворівського району